# سدى القزحية
سدى القزحية (بالإنجليزية: Iris Stroma) هي طبقة ليفية وعائية من الأنسجة تتواجد في الجزء الأمامي للقزحية.

## الهيكل البنائي
تتكون السدى بشكل عام من ألياف ذات تشابكِِ دقيق ومعقد. بعضها يلتف حول محيط القزحية، بينما معظم الألياف تتجه بشكل شعاعي باتجاه الحدقة، حيث تتخلل الأوعية الدموية والأعصاب خلال هذه الشبكة.
في العيون الداكنة، غالبًا ما تحتوي السدى على حبيبات خضابية صغيرة. أما العيون الزرقاء وعيون المصابين بمرض المهق، فتفتقر السدى إلى تلك الخضاب.
ترتبط السدى بمجموعة من العضلات المضيقة الحدقية، والتي تضيق حدقة العين في حركة دائرية، وبمجموعة من العضلات الموسعة للحدقة، والتي تسحب القزحية بشكل شعاعي لتكبير حدقة العين، وتسحبها على هيئة طيات. يغطى السطح الخلفي للسدى بطبقة ظهارية ذات خضاب كثيف يبلغ سمكها خليتين (وتسمى الظهارة الخضابية للقزحية)، في حين أن السطح الأمامي للسدى لا يحتوي على ظهارة. أثناء توسع عضلات السدى وتمددها، يكون السطح الأمامي للسدى بارزاً.

## روابط خارجية
- مادة علم الأنسجة في جامعة إلينوي في إربانا-شامبين 156

1. ↑  نموذج تأسيسي في التشريح، QID:Q1406710
2. ↑  نموذج تأسيسي في التشريح، QID:Q1406710